# Cyphocarpus
Cyphocarpus Miers, 1848 è un genere di piante angiosperme eudicotiledoni della famiglia delle Campanulaceae. È anche l'unico genere della sottofamiglia Cyphocarpoideae Miers, 1848.

## Etimologia
Il nome del genere deriva da due parole greche: "cypho" ( = curva) e "carpus" ( = carpo, frutto) e significa "frutto curvo". Sia il nome scientifico del genere che quello della sottofamiglia è stato definito per la prima volta dal botanico e ingegnere britannico, conosciuto soprattutto per il suo lavoro sulla flora del Cile e dell'Argentina, John Miers (1789-1879) nella pubblicazione "The London journal of botany: containing figures and descriptions of plants together with botanical notices and information and memoirs of eminent botanists / by W.J.  Hooker. London - 7: 61-2. 1848" del 1848..

## Descrizione
Le specie di questo genere sono delle erbe a ciclo biologico annuale o perenne. Contengono delle sostanze tipo lattice (linfa lattiginosa) e altre sostanze quali piridine più alcaloidi, acido cumarico e acido caffeico.
Le foglie sono di tipo pennatifido (profondamente lobate) e lungo il caule sono disposte in modo opposto.
Le infiorescenze sono terminali composte da 3 - 15 fiori di dimensioni da piccole a medie, sessili e sottesi alla base da due bratteole.
I fiori sono formati da 4 verticilli: calice – corolla – androceo – gineceo (in questo caso il perianzio è ben distinto tra calice e corolla ed ha una forma clavata oppure è lineare) e pentameri (ogni verticillo ha 5 elementi). I fiori sono gamopetali, ermafroditi e mono-simmetrici.
- Formula fiorale: per queste piante viene indicata la seguente formula fiorale:

K (5), [C (5), A 5], G (2), infero, capsula
- Calice: il calice è un tubo con un numero dispari di sepali in posizione ventrale; i lobi sono di tipo pennatifido.
- Corolla: la corolla ha una simmetria bilaterale con un singolo lobo dorsale con una appendice apicale (a forma di cappuccio) e altri 4 lobi ventrali; il colore è blu, lavanda oppure bianco.
- Androceo: gli stami sono 5 epipetali (adanati e inseriti nella corolla[8]), ma distinti e liberi. Il polline ha una forma sferoide ed è tricolpato.
- Gineceo: l'ovario è infero a forma elongata, bicarpellare con 2 loculi con placentazione assile. Lo stilo è cilindrico mentre lo stigma è bilobo. Lo stilo possiede dei peli (a spazzola) per raccogliere il polline ed è sporgente al di fiori del tubo delle antere.

I frutti sono generalmente delle capsule ovate contenenti numerosi semi. Le logge sono in numero corrispondente all'ovario e sono deiscenti per valvole laterali o rottura irregolare. I semi hanno una forma subglobosa.

## Riproduzione
- Impollinazione: l'impollinazione avviene tramite insetti (impollinazione entomogama con api e farfalle anche notturne). In queste piante è presente un particolare meccanismo a "pistone": le antere formano un tubo nel quale viene rilasciato il polline raccolto successivamente dai peli dallo stilo che nel frattempo si accresce e porta il polline verso l'esterno.[6]
- Riproduzione: la fecondazione avviene fondamentalmente tramite l'impollinazione dei fiori (vedi sopra).
- Dispersione: i semi cadendo a terra (dopo essere stati trasportati per alcuni metri dal vento, essendo molto minuti e leggeri – disseminazione anemocora) sono successivamente dispersi soprattutto da insetti tipo formiche (disseminazione mirmecoria).

## Distribuzione e habitat
Le uniche tre specie di questo genere sono endemiche del Cile e vivono nelle zone aride montane delle Ande a quote variabili attorno ai 2000 m s.l.m. e in condizioni di lunga siccità.

## Tassonomia
La famiglia di appartenenza (Campanulaceae) è relativamente numerosa con 89 generi per oltre 2000 specie (sul territorio italiano si contano una dozzina di generi per un totale di circa 100 specie); comprende erbacee ma anche arbusti e alberi, distribuiti in tutto il mondo, ma soprattutto nelle zone temperate. La sottofamiglia Cyphocarpoideae è una delle cinque sottofamiglie nella quale è stata suddivisa la famiglia Campanulaceae.
Da un punto di vista filogenetico la sottofamiglia Cyphocarpoideae è “gruppo fratello” della sottofamiglia Lobelioideae, entrambe a loro volta sono “gruppo fratello” delle sottofamiglia Nemacladoideae e Campanuloideae, mentre il "gruppo basale" è rappresentato dalla sottofamiglia Cyphioideae.
Il numero cromosomico delle specie di questo genere è: 2n = 18.

### Elenco delle specie
Il genere Cyphocarpus è formato da tre specie:
- Cyphocarpus innocuus Sandwith, 1931
- Cyphocarpus psammophilus Ricardi, 1959
- Cyphocarpus rigescens Miers, 1848

### Sinonimi
L'entità di questa voce ha avuto nel tempo diverse nomenclature. L'elenco seguente indica alcuni tra i sinonimi più frequenti:
- Cyphocarpaceae Reveal & Hoogland